# Simeon Road
Simeon Road es una localidad de Trinidad y Tobago, que forma parte de la región de Diego Martín.

## Geografía
La localidad abarca parte de la isla Trinidad y limita al norte y oeste con Petit Valley, al sur con Alyce Glen, Waterhole, Fort George y Dibe-Belle Vue y al este con Dibe-Belle Vue.

## Demografía
Datos demográficos de la localidad de Simeon Road:
| Gráfica de evolución demográfica de Simeon Road entre 2000 y 2011 |
|                                                                   |